# Agmeth Escaf

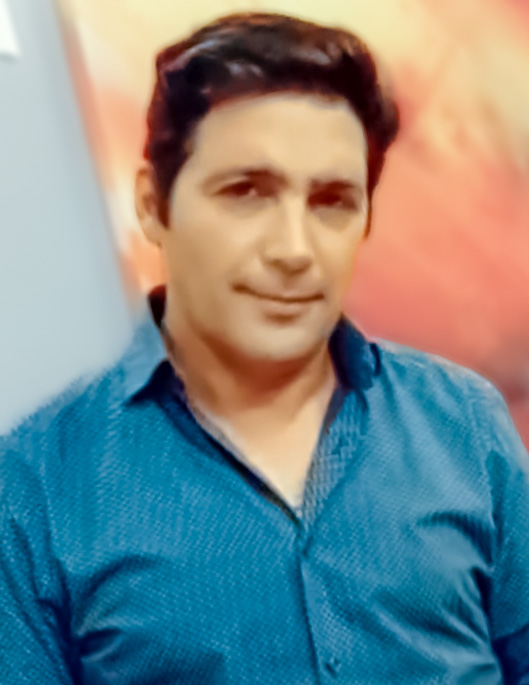
Agmeth Escaf (2015)

Agmeth José Escaf Tijerino (* 23. April 1973 in Barranquilla, Departamento del Atlántico) ist ein kolumbianischer Schauspieler, Moderator und Politiker der Koalition des Historischen Pakts (Coalición Pacto Histórico), der zwischen 1997 und 2020 in zahlreichen Fernsehserien mitwirkte und von 2006 bis 2021 Moderator diverser Fernsehsendungen war. Seit 2022 ist er Mitglied des Repräsentantenhauses (Cámara de Representantes).

## Leben
Agmeth José Escaf Tijerino erwarb das Abitur (Bachillerato) und spielte seit Mitte der 1990er Jahre in zahlreichen Fernsehserien von Sendern wie Caracol Televisión, RCN Televisión, Telemundo, Las Estrellas, TV Globo und Univision. Bekannt wurde er insbesondere durch die Serien Amantes del Desierto (2001), in der er die Rolle des „Javier Negrete“ in 93 Folgen spielte, Retratos (2003), in der er den „Felipe“ in 129 Folgen spielte, sowie Amor de mis amores (2004), in der er die Rolle des „Nicolas Santoyo“ in 93 Folgen verkörperte. In dem 2005 unter der Regie von Sergio Cabrera entstandenen Film Perder es cuestión de método spielte er die Rolle eines Polizisten. 2006 moderierte er erstmals das von Caracol Televisión produzierte Fernsehmagazin Día a día, ehe es 2012 zu einem Zerwürfnis mit dem Sender kam und er gegen diesen 2014 eine Klage gewann. Er produzierte zwischen 2013 und 2016 für den Sender Telecaribe das von ihm moderierte Fernsehmagazin Feliz Día und wurde hierfür 2014 sowie 2016 mit dem Premio TVyNovelas als bester Moderator ausgezeichnet. Er war zudem von 2018 bis 2019 Moderator des vom Sender Teleamiga produzierten Magazins La mañana.
Agmeth Escaf wurde bei der Wahl am 13. März 2022 für die Koalition des Historischen Pakts (Coalición Pacto Histórico) im Wahlkreis Atlántico mit 165.550 Stimmen zum Mitglied des Repräsentantenhauses (Cámara de Representantes) für die Legislaturperiode 2022 bis 2026 gewählt. Er wurde Mitglied der Siebten Ständigen Verfassungskommission (Comisión Séptima Constitucional Permanente), die für Statut der Beamten und Privatangestellten, Gehalts- und Sozialleistungsregelungen für Beamte, Gewerkschaftsorganisationen, Vereine für gegenseitige Hilfe, soziale Sicherheit, Sozialversicherungsträger, Leistungsfonds, Verwaltungslaufbahnen, öffentlichen Dienst, Freizeit-, Sport-, Gesundheits- und Gemeinschaftsorganisationen, Wohnungswesen, solidarische Wirtschaft und Frauen- und Familienthemen zuständig ist, und fungierte zwischen Juli 2022 und Juni 2023 als Präsident dieser Kommission. Ferner ist er seit 2022 auch Mitglied der Sonderkommission zur Überwachung und Überwachung des Wahlgremiums (Vigilancia y Seguimiento al Organismo Electoral). Ferner engagierte er sich in Sonderkommissionen zum Recht und Pflege des Wassers, zur Überwachung der Sicherheitslage im Atlantik, zur Untersuchung der Reform des Kongresses der Republik, zur Überwachung des Nationalen Katastrophenrisikosystems, Überwachung der aktuellen Situation der Unternehmen Air-e und Afinia in der Karibikregion (Región Caribe), zur Überwachung und Steuerung strategischer Investitionsprojekte für die Karibikregion, zur Überwachung der PPP-Entscheidungsverfahren zur Schiffbarkeit des Río Magdalena und des Dique-Kanals sowie zur Weiterverfolgung der Wiederherstellung der diplomatischen und kommerziellen Beziehungen zwischen der Republik Kolumbien und der Bolivarischen Republik Venezuela. Zu den Hauptzielen seiner Gesetzgebungsinitiativen gehören die Würdigung die Bedingungen aller Arbeitnehmer und Auftragnehmer, die Verhinderung der Verschleierung von Arbeitsbeziehungen und die Schließung der Lücken beim Zugang zu Formalitäten in der Arbeitswelt.

## Filmografie (Auswahl)
- 1997: La elegida, Fernsehserie (56 Folgen)
- 2001: Amantes del Desierto, Fernsehserie (Rolle: „Javier Negrete“, 93 Folgen)
- 2003: Retratos, Fernsehserie (Rolle: „Felipe“, 129 Folgen)
- 2004: Amor de mis amores, Fernsehserie (Rolle: „Nicolas Santoyo“, 93 Folgen)
- 2018: La Ley del Corazón, Fernsehserie (13 Folgen)
- 2020: Love Motel, Fernsehserie (12 Folgen)